# Qigong (astronomie chinoise)
Pour les articles homonymes, voir Qigong (homonymie).
Qigong est un astérisme de l'astronomie chinoise. Il est décrit dans le traité astronomique du Shi Shi, qui liste les astérismes les plus brillants de l'astronomie chinoise. Il se compose de sept étoiles, à cheval sur les constellations occidentales d'Hercule et du Bouvier, en passant par la partie septentrionale de la Couronne boréale.

## Composition
Qigong se compose de sept étoiles alignées formant un léger arc de cercle. Cinq d'entre elles sont clairement identifiées, et un doute subsiste quant à l'étoile référente. Ces six étoiles sont, de droite à gauche :
- β Bootis ou δ Bootis ;
- μ Bootis ;
- ζ Coronae Borealis ;
- κ Coronae Borealis ;
- τ Coronae Borealis ;
- η Herculis.

La dernière étoile n'est pas connue avec certitude, car il est difficile de trouver une étoile suffisamment brillante permettant de compléter l'arc de cercle formé par cet astérisme, qui est assez régulier si l'on se fie aux différentes cartes le montrant. De même, le choix de β Bootis apparaît plus logique pour l'étoile référente, mais des auteurs considèrent que cela puisse être δ Bootis, plus décalée vers le bas par rapport à l'arc formé par les cinq autres étoiles citées. 

## Localisation et symbolique
Qigong représente sept nobles (des ducs). Leur proximité avec le roi céleste Dajiao suggère qu'ils font partie de sa cour, sans que cela soit avéré.

## Astérismes associés
Qigong se trouve juste au-dessus de Guansuo (la Couronne boréale occidentale), représentant des chaînes symbolisant une prison. Non loin se trouvent également Tianpei, un fléau d'agriculture ou une arme, Nüchuang, des femmes responsables des autres femmes de la cour du roi céleste Dajiao, et Tianji, une structure administrative chargée du commerce, en rapport, elle, avec le marché céleste Tianshi, plus au sud. Plus au nord, on trouve Ziwei, le mur d'enceinte du palais pourpre impérial.

## Référence
- (en) Sun Xiaochun et Jakob Kistemaker, The Chinese sky during the Han, New York, Éditions Brill, 1997, 247 p. (ISBN 9004107371), page 149.